# Bürgerspital (Enzesfeld)

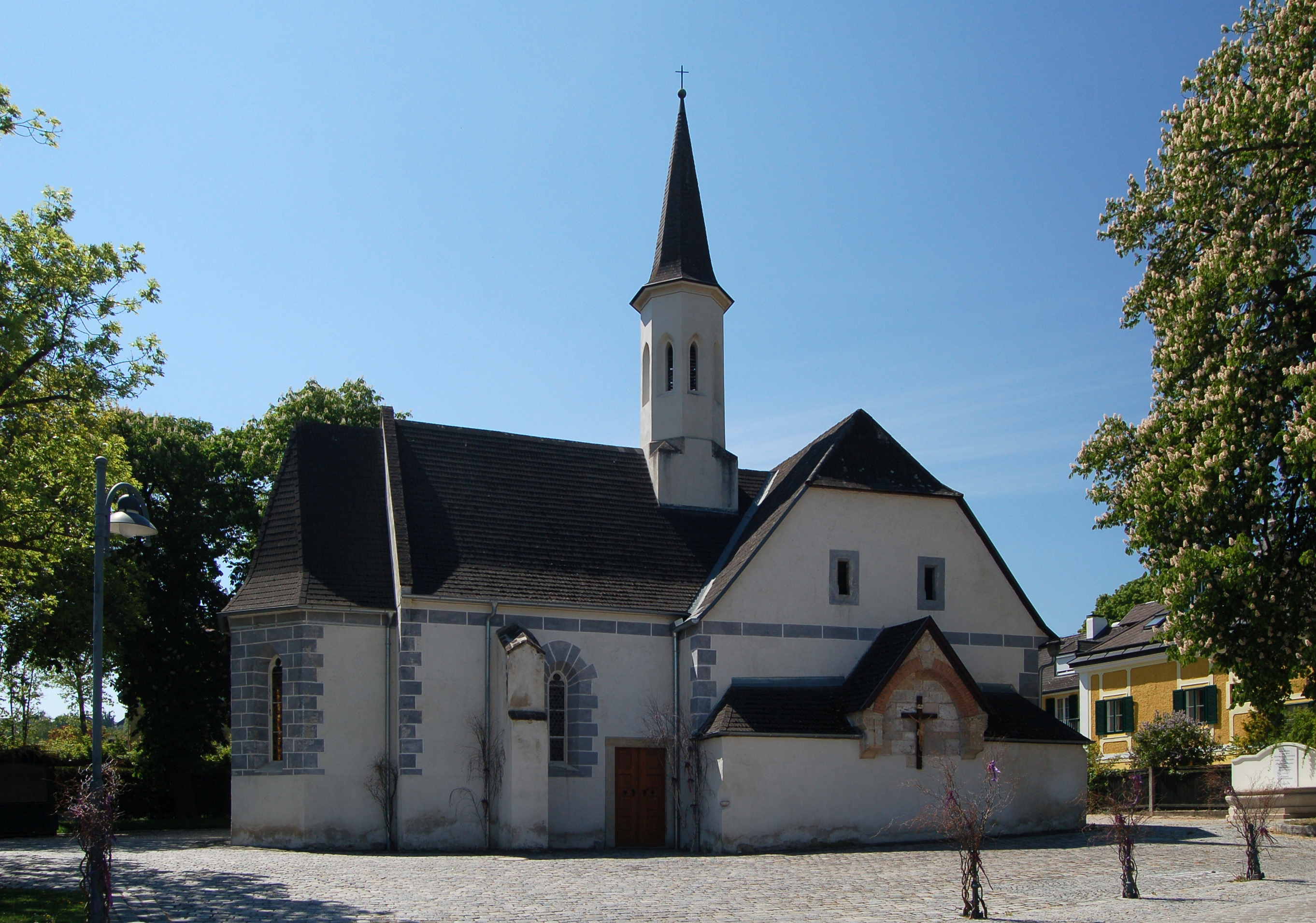
Bürgerspital Enzesfeld

Das Bürgerspital Enzesfeld ist ein ehemaliges Bürgerspital mit historischem Kirchengebäude im Ortsteil Enzesfeld der Marktgemeinde Enzesfeld-Lindabrunn im Bezirk Baden (Niederösterreich).

## Geschichte
Die Gründung des Enzesfelder Bürgerspitals erfolgte am 1. Oktober 1396 durch den auf Schloss Enzesfeld residierenden Ulrich IV. von Walsee, Hofmeister von Herzog Wilhelm. Nach Zerstörung während des Ungarnkriegs 1482 und im Großen Türkenkrieg 1683, wurde das Spital jeweils 1545 sowie 1698 neugegründet. Auf die Wiederaufbauarbeiten der Kirche verweisen die Schlusssteine, die im Schiff das Wappen von Colloredo (1698), im Chor von Montecuccoli (1735) zeigen. Dabei wurde das ursprüngliche Patrozinium der Kirche, das vermutlich Fronleichnam lautete, zu den Sieben Zufluchten umgewandelt. Bei der Wiederherstellung des Spitals 1865 durch Alexander von Schönburg-Hartenstein erfolgte die Errichtung des turmartigen Dachreiters, da der bestehende, über der heutigen Sakristei befindliche Turm mit Zwiebeldach wegen Baufälligkeit abgetragen werden musste. Nach Auflösung der Spitalstiftung 1942 ging die Kirche in Gemeindebesitz über und dient seither u. a. als Predigtstelle der evangelischen Dreieinigkeitskirche in Berndorf (Niederösterreich). 1958 und 1979 erfolgten umfangreiche Erhaltungsmaßnahmen. Seit einer Großsanierung ab 1995 durch das Komitee zur Rettung der Spitalskirche gemeinsam mit der Marktgemeinde Enzesfeld-Lindabrunn wird der gesamte Gebäudekomplex (Kirche und Bürgerspitalstrakt) für Ausstellungen und Veranstaltungen verwendet (Frühlingserwachen, 1. Mai-Fest, Christkindlmarkt, Lesungen, Vernissagen etc.). In der Kapelle selbst finden mit Ausnahme in den Monaten Jänner, Februar und Juli, August jeden 2. Sonntag im Monat um 10.00 Uhr und zu den Feiertagen Karfreitag, Reformationstag und Hl. Abend evangelische Gottesdienste statt.

## Architektur
Das Bautenensemble des Spitals besteht aus der nur einjochigen Kapelle und dem quergelagerten Spitalstrakt, deren Schnittstelle ein oktogonaler Turmaufsatz markiert. Der kreuzrippengewölbte, im Grundriss quadratische Kapellenraum endet in einem 5/8-Schluss, dessen Mittelfenster ein spätgotisches Fischblasenmaßwerk zeigt. Das im Kern aus der Zeit um 1400 stammende Spitalsgebäude wurde im Barock umgestaltet und mit einem Schopfwalmdach versehen.